# Hydrophilus triangularis
Hydrophilus triangularis es una especie de escarabajo acuático del género Hydrophilus, familia Hydrophilidae. Fue descrita científicamente por Say en 1823.
Se distribuye por Canadá, Estados Unidos, México. Mide 32-40 milímetros de longitud, habita en áreas pantanosas, en estanques y arroyos.

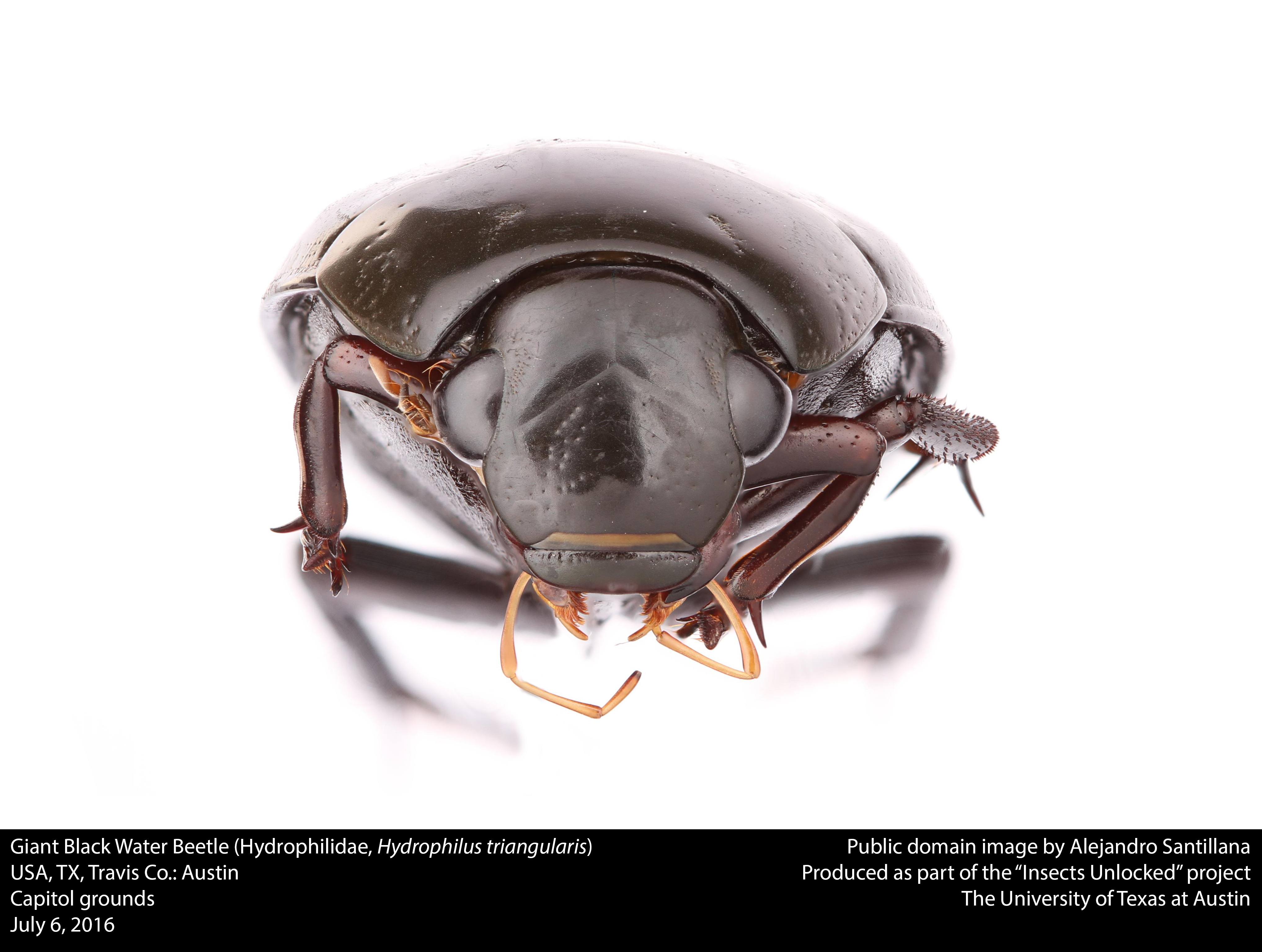
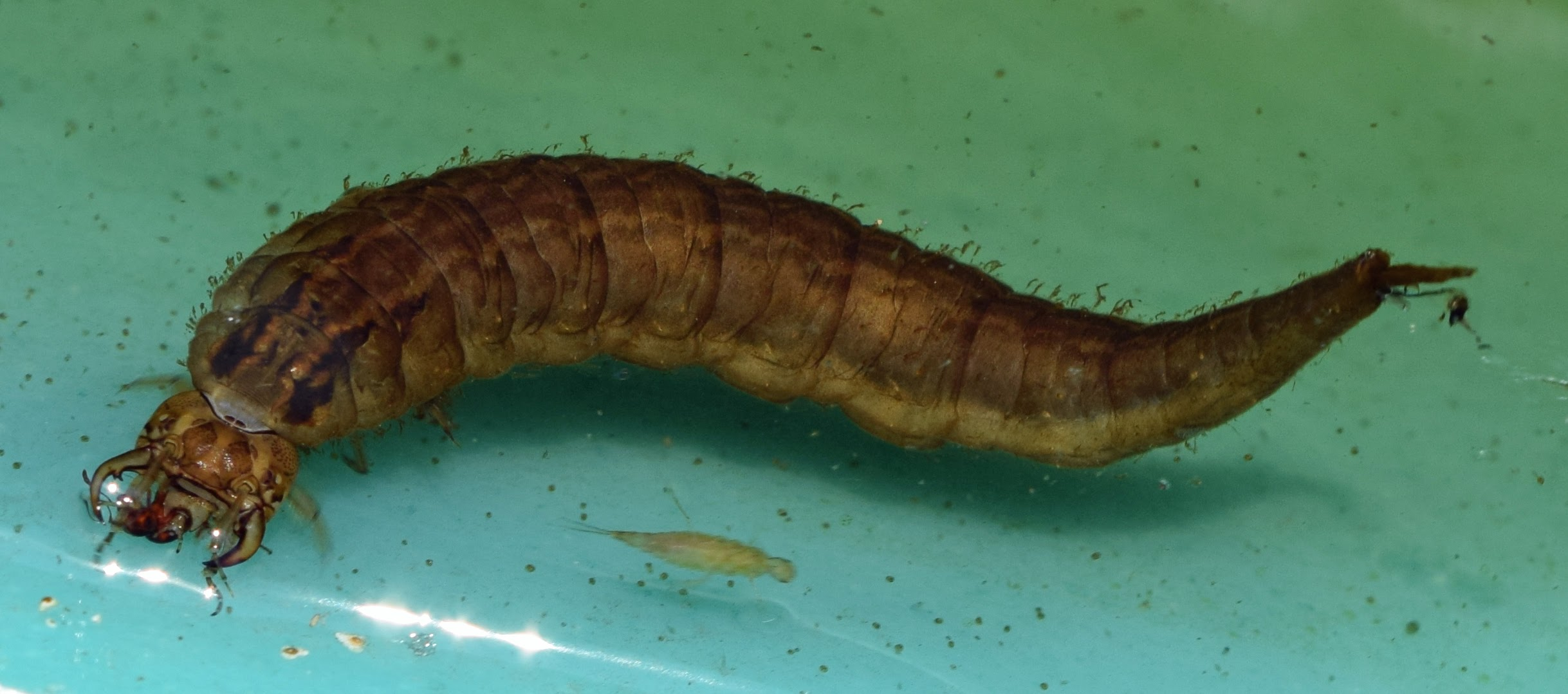
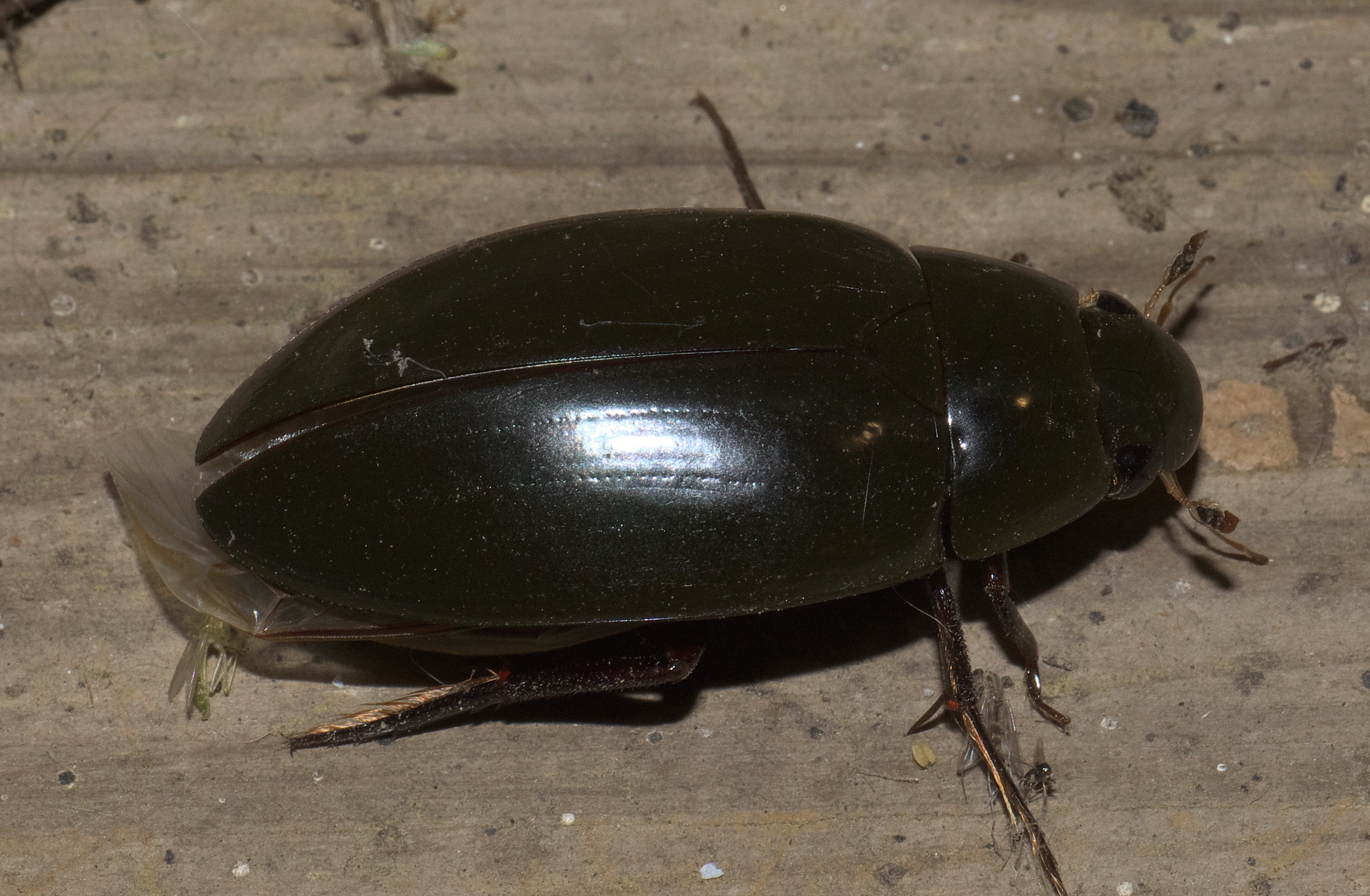
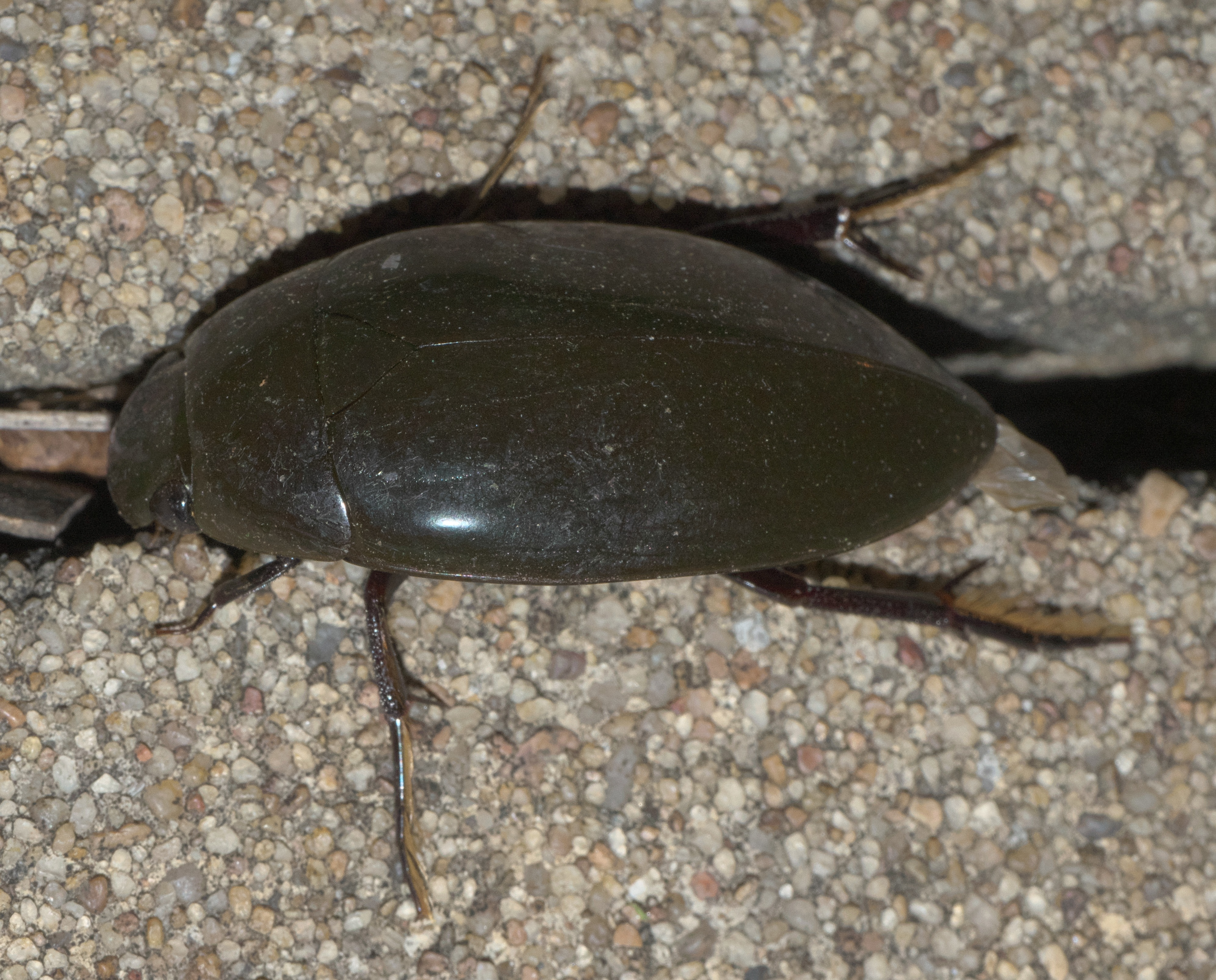